# Noormannenkasteel (Adrano)
Het Noormannenkasteel in Adrano, in de metropolitane Siciliaanse stad Catania, staat aan het plein Piazza Umberto. De donjon met zijn rechthoekig grondpatroon meet 20 meter aan de lange zijde en 16,70 meter aan de korte zijde. Deze toren telt zes verdiepingen en is 34 meter hoog. Het is een museum van Siciliaanse archeologische vondsten.

## Naam
De naam komt van de bouwmeester Rogier I van Sicilië van het Huis Hauteville (eind 11e eeuw), de Normandische heerser over Zuid-Italië en Sicilië. Het grootste deel van de constructie is van later: van de 14e eeuw toen de Kroon van Aragon heerste over het koninkrijk Sicilië.

## Historiek
Het huidige gebouw dateert uit de Normandische periode, met enkele interne wijzigingen die in de daaropvolgende eeuwen door de Aragonezen zijn doorgevoerd. De donjon dateert uit de Normandische periode, meer bepaald uit de tijd van keizer Roger I. Soortgelijke torens zijn te vinden in Paternò en Motta Sant'Anastasia. De Normandiërs wilden hiermee de vallei van de rivier Simeto controleren, met inbegrip van de strategisch gelegen brug Ponte dei Saraceni, net buiten Adrano. De vallei bevindt zich langsheen de zuidflank van de Etna.
Giovanni Tommaso Moncada (1461-1501), een graaf uit Aragon, bouwde de donjon uit tot haar huidige vorm; bovendien liet hij de Noormannentoren omgeven door een bastion met vier hoekige uitkijktorens. Het waren de graven van Moncada die het Noormannenkasteel bewoonden voor de volgende honderd jaar. Zij waren heer van Adrano. Hun kasteel stond aan het centrale plein. Het was de plek van het hofleven. Vanaf de 17e eeuw geraakten de bovenverdiepingen in verval. Andere adellijke families dan de Moncada’s werden eigenaar. Het gelijkvloers werd als gevangenis gebruikt. De zware aardbeving van 1693 vernietigde de binnenmuren en de aanbouw. Enkel de buitenmuren van het Noormannenkasteel bleven overeind. Na wat herstelwerken kon het kasteel opnieuw dienen als gevangenis (18e eeuw). Nadien ging de gevangenisfunctie verloren.
In 1797 werd opnieuw een graaf van Moncada eigenaar van het Noormannenkasteel. Het ging om Luigi Moncada Ventimiglia Aragona, negende prins van Paternò en Grande van Spanje. De familie Moncada behield het kasteel verder tot begin 20e eeuw. 
Sinds 1958 is het Noormannenkasteel een van de archeologische musea van de regio Sicilië. Het telt zalen verspreid over vier verdiepingen. De oudste stukken zijn uit het neolithicum. Het terras op de bovenste verdieping geeft een uitzicht over de wijde omstreken van Adrano.